# Hampshire

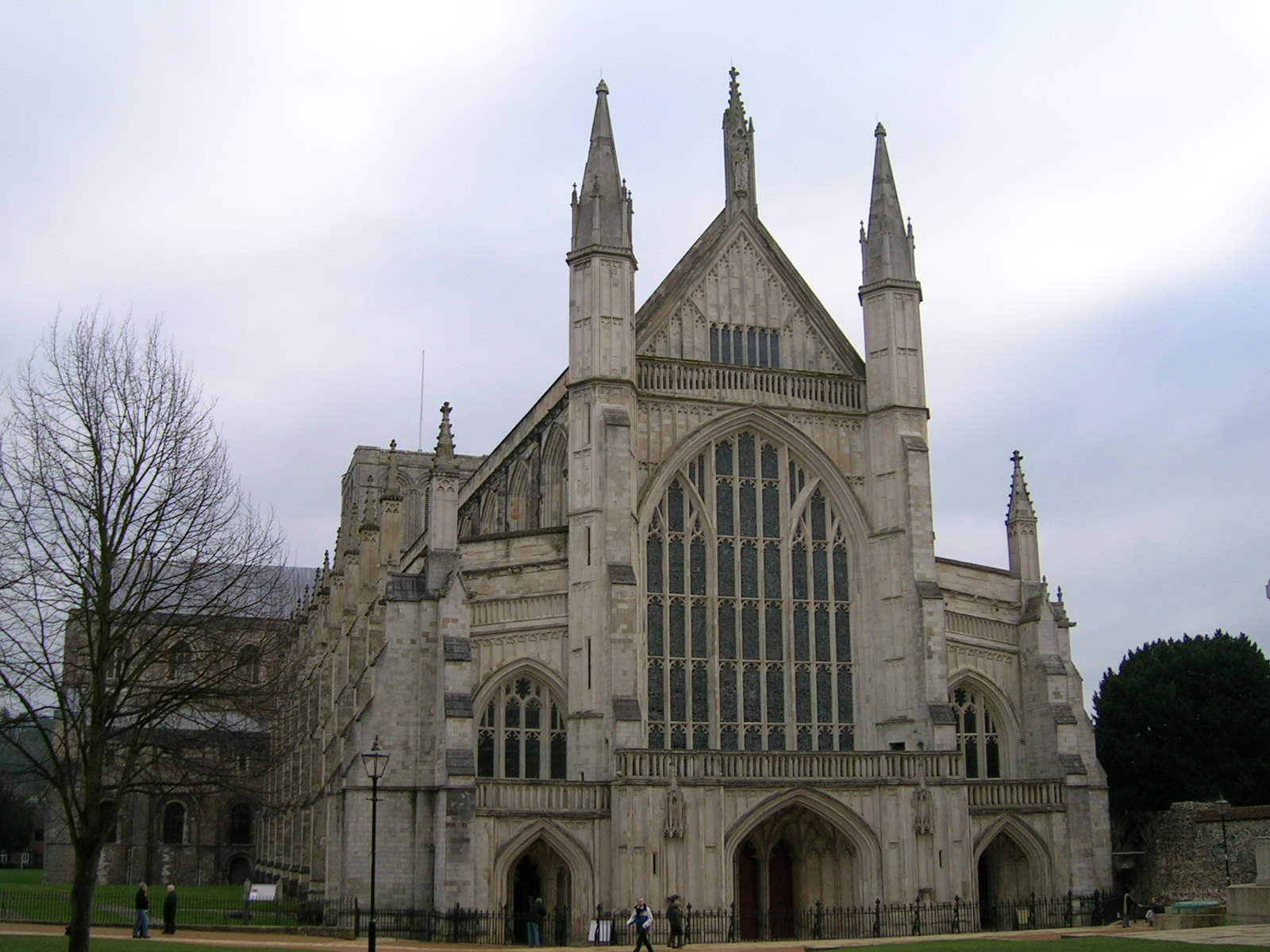
Cattedrale di Winchester

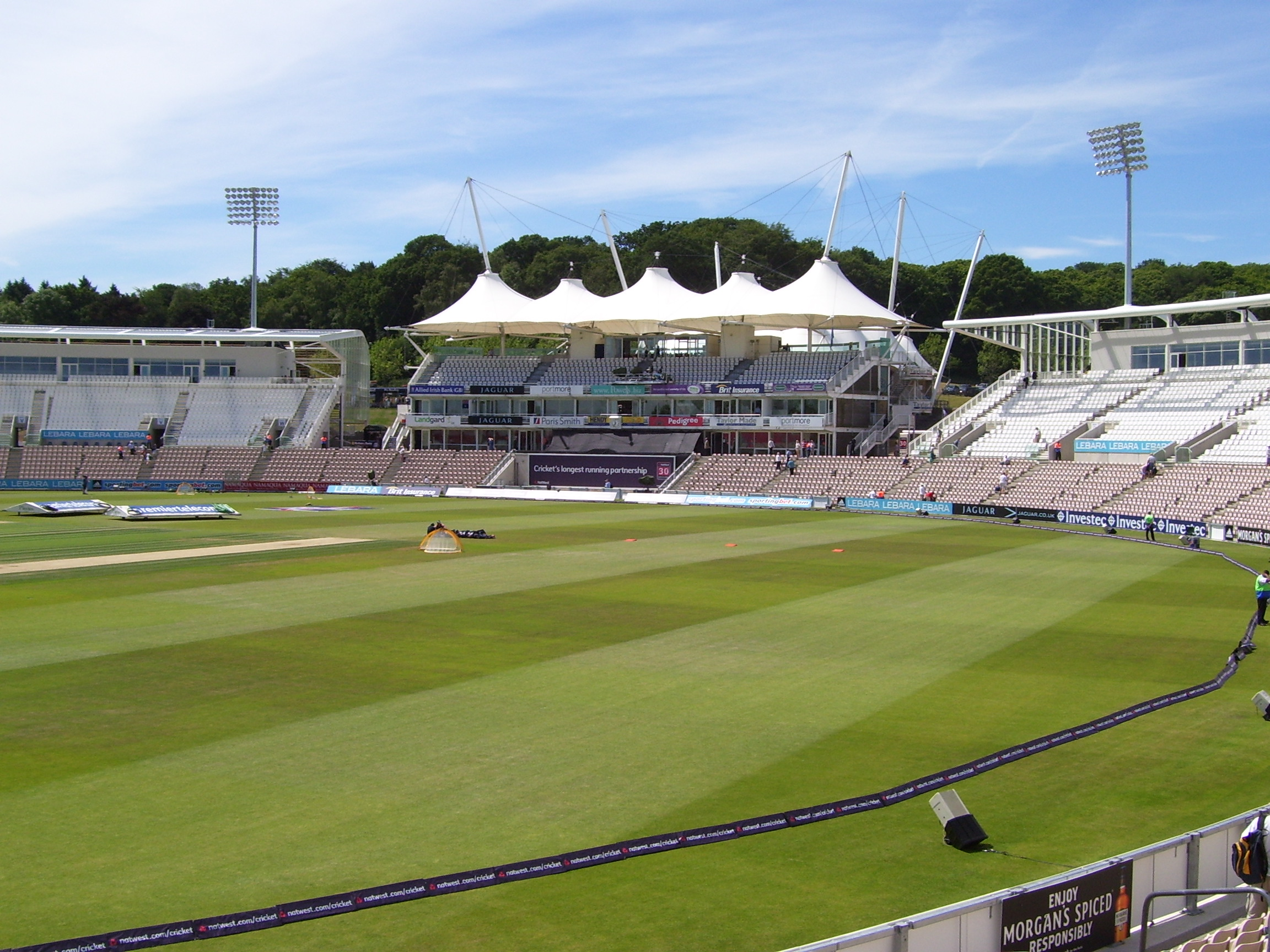
Rose Bowl Cricket Ground

L'Hampshire (pronuncia /ˈhæmpʃɪər/ o /ˈhæmpʃər/), abbreviazione Hants) è una contea sulla costa meridionale dell'Inghilterra nel Regno Unito. Confina con (In senso orario dall'ovest) Dorset, Wiltshire, Berkshire, Surrey e West Sussex. Ha un'area di 3769 km² e si estende nei punti più larghi per circa 90 km da est a ovest e 65 km da nord a sud. Il capoluogo è la città di Winchester. La stima del governo 2014 ha recensito una popolazione di 1,35 milioni di abitanti che eleggono il consiglio dell’Hampshire. Il territorio della contea comprende geograficamente anche le città di Portsmouth e Southampton, che però hanno amministrazioni indipendenti; con esse, la popolazione arriva a 1,8 milioni.

## Descrizione
L'Hampshire è una popolare meta turistica, le cui attrazioni includono stazioni balneari, il porto di Portsmouth, il National Motor Museum di Beaulieu e la città storica di Winchester, famosa per la sua cattedrale. L'Hampshire ha una lunga tradizione marittima e ha due dei più grandi porti del Regno Unito: Portsmouth (sede di una base e di un museo della Royal Navy) e Southampton (da dove salpò il Titanic). L'angolo nordest della contea è associato con le due altre forze armate britanniche; l'Esercito ha un campo a Aldershot dopo 1854, e la Royal Air Force ha una base a Farnborough, scena della celebra Mostra internazionale e esposizione di volo di Farnborough. Gli scrittori Jane Austen e Charles Dickens erano originari della contea, così come l'attrice Tamsin Egerton.

## Storia
Abitata fin dai tempi preistorici, la regione fu conquistata dai romani nel I secolo d.C. In seguito, intorno all'anno 440, venne invasa e abitata dagli juti, ed in seguito fu conquistata dai sassoni del Wessex, di cui era il centro, con capitale Winchester.

## Suddivisioni
I distretti della contea sono undici, mentre altri due sono autorità unitarie.
A livello di rango, tre sono le città, sette i borghi e tre i semplici distretti.
|  | 1. Gosport 2. Fareham 3. Winchester 4. Havant 5. East Hampshire 6. Hart 7. Rushmoor 8. Basingstoke and Deane 9. Test Valley 10. Eastleigh 11. New Forest 12. Southampton (autorità unitaria) 13. Portsmouth (autorità unitaria) |